# فرانسيسكو روميرو (فيلسوف)
فرانسيسكو روميرو (بالإسبانية: Francisco Romero)‏ (من مواليد 1891–وتُوفي عام 1962) هو فيلسوف أمريكي لاتيني قاد حراك جماعي ضد الوضعية.

## سيرته الذاتية
وُلد روميرو في إشبيلية بإسبانيا، لكنه قضى معظم حياته في أمريكا اللاتينية، وخاصةً الأرجنتين، حيث هاجر إليها في عام 1904. التحق روميرو بالجيش الأرجنتيني في عام 1910 وتقاعد مع رتبة رائد في عام 1931. أوصبح صديقًا للفيلسوف الأرجنتيني أليخاندرو كورن، وعندما غادر الخدمة العسكرية، تولى منصب أستاذ في جامعات لا بلاتا وبوينس آيرس. وبسبب استنكاره الشديد لحكومةبيرونيون، استقال من منصبه الجامعي في عام 1946، ولم يعد إليه حتى عام 1955.
بدأ روميرو في النشر حول بعض المواضيع الأدبية خلال الحرب العالمية الأولى. اشتهر باسم «عميد الفلاسفة الأمريكيين الأيبيريين»، وأصبح ناقدًا وفيلسوفًا ومترجمًا مؤثرًا. يهتم روميرو بدراسة مساحة الثقافة البشرية، خاصةً فيما يتعلق بالإبداع والمسؤولية الاجتماعية. اعتنق روميرو مبدأ إنساني قوي ضد الأيديولوجية، وجادل ضد العقلانية وكل المفاهيم الحتمية للكون. تشتهر مباديء روميرو الحقيقية بالتعالي، والطموح الروحي والأخلاقي، والقصدية. تتميز كتاباته بالتوازن بين الصرامة الفلسفية والرقي الأدبي، ويعتبر عمله نظرية الإنسان (1952؛ الذي ترجم للإنجليزية في عام 1964) أبرز أعماله الرئيسية.
شغل روميرو أيضًا منصب رئيس تحرير المنشورات الفلسفية في دار نشر لوسادا.
تًوفي في بوينس آيرس عام 1962.

## أعماله المُختارة
- مفاهيم الحقيقة القديمة والحديثة (1932)
- مشاكل فلسفة الثقافة (1938)
- برنامج الفلسفة (1940)
- الإنسان والثقافة (1950، ترجمة تيوريا ديل هومبر)
- نظرية الرجل (1964؛ ترجمة تيوريا ديل هومبر، 1952)

## روابط خارجية
- فرانسيسكو روميرو على موقع مونزينجر (الألمانية)